# Коглиостро
Коглиостро (англ. Cogliostro), также известный, как «Ког» и изначально обозначавшийся, как Калиостро — второстепенный герой в серии комиксов Тодда Макфарлейна Спаун. Персонаж Коглиостро был создан в 1993 году Нилом Гейманом и Тоддом Макфарлейном и впервые появился в Spawn #9.

## История персонажа

### Эл Симмонс
Коглиостро впервые появился как один из бездомных в переулке, в котором жил Спаун, однако знал о Спауне гораздо больше самого Спауна. Ког рассказал Спауну, что его силы ограничены, и как только они закончатся, он будет обречен на вечные муки Ада. Он выступал в роли ангела над правым плечом Спауна, в противовес Осквернителю, убеждающему Спауна упиваться смертями и разрушениями в своих корыстных целях.
В конце концов Коглиостро рассказывает, что он также Хеллспаун, проклятый Мэлболгией очень давно и отказавшийся использовать свои силы; у него осталось некроплазмы всего на один «тик» и любое использование дарованных Адом сил положит конец его земному существованию. Однако этот маленький остаток сил давал ему жизнь столетиями, и он не хочет, чтобы последний Спаун пал во тьму, создавшую их.

### Каин
После событий выпуска #100 (убийство Мэлболгии, смерть Анжелы) Коглиостро вернулся к Спауну и рассказал, что он умирает и что он в ужасе от того, что происходит в Аду с тех пор, как Спаун убил Мэлболгию и оставил трон пустующим. Спаун в ответ рассказывает Коглиостро о своём плане сделать на земле новый рай, Утопию.
Спаун и Ког затем отправились в пустыню Туниса за разрешением от Зелёного мира трансформировать Землю в идеальный по меркам Спауна мир, однако их атакует третий Искупитель, из чувства мести. После битвы Спаун был похищен парой скорпионов, затащивших его в Ад, где его ожидали демоны.
Всё ещё в Тунисе, Коглиостро встретил Маммона, давшего ему загадочный сундучок, который Коглиостро узнаёт. Затем он совершает суицид, чтобы помочь Спауну в Аду.
Искупитель, узнав, что он совершил, отправляется в Ад, чтобы помочь Спауну сражаться с демонами, устроившими битву за трон Ада. После истощающей битвы с Осквернителем Спаун призывает всех Хелспаунов прошлого, чтобы они помогли ему в битве за трон.
После битвы Коглиостро передаёт Спауну таинственный сундучок, напоминая ему, что он собирался сделать рай на Земле. Спаун открывает сундучок и Ад становится похожим на Эдем, в котором он находит свою жену, Ванду и бежит к ней, сбросив корону Ада, что входило в план Кога.
Оказывается, что настоящее имя Коглиостро — Каин, самый первый убийца, и с самого начала времён он желал править Адом, а не быть его слугой. Теперь стало видно, что единственной причиной, по которой Коглиостро помогал Спауну, это возможность использовать его, чтобы захватить трон, стать новым правителем Ада.
После своего предательства и занятия трона, Коглиостро все же решает дать Спауну «то, чего он всегда хотел» и послал его обратно на Землю в теле Эла Симмонса без костюма-симбиота, прикрепленного к нему. С тех пор Каин ни разу не появлялся и лишь пару раз был коротко упомянут, например, рассказывалось о его планах построить башню, которая бы тянулась от Ада к Небесам.

### Последние действия
Искупитель рассказал Никс, что между демонами ходят слухи, что Коглиостро заперся ото всех в Чёрной башне, и получил контроль над 8-й Сферой и великими демонами. Позже было рассказано, что он постоянно работает над построением новых и новых уровней башни, чтобы она смогла достичь Небес. Как только он достигнет своей цели, силы Ада смогут вести битву прямо у ворот Небес.

## Способности
Будучи самым первым Хеллспауном на Земле, Коглиостро обладал всей мощью и магией, дарованной ему костюмом-симбионтом и Адом. Однако дни его силы давно минули и его счетчик некроплазматической энергии стоит на единице. Иными словами, какое бы магическое действие, основанное на силе Ада, он бы не совершил, он моментально отправится в Ад. Однако оставшейся в нём силы хватает на бессмертие и силу, превышающую силу обычного человека.
Основной же силой Коглиостро является неисчислимый опыт тысячелетий жизни. Он сражался с ангелами и демонами, занимался всеми видами магии и все свои опыты записывал. У него есть тайная библиотека, в которой он хранит многие знания, хронику жизни многих, если не всех Хеллспаунов.
Помимо этого у Коглиостро есть огромный круг знакомств среди всех кругов, как Ада, так и Рая. Этот круг позволяет ему влиять и наблюдать за всеми событиями мира, которые касаются Спауна.

## Вне комиксов

### Телевидение
Коглиостро появится мультсериале Спаун был  озвучен Ричардом Дайсартом.

### Фильме
В фильме Спаун роль  Коглиостро исполнил Никол Уильямсон.